# ペーター・フォン・ヘス
ペーター・フォン・ヘス（Peter Heinrich Lambert Hess (姓は Heßとも) 1861年から貴族となり von Hess、1792年7月29日 - 1871年4月4日）はドイツの画家である。バイエルン王国で働き、歴史画を描いた。

## 略歴
デュッセルドルフで版画家の息子に生まれた。弟に画家になったハインリヒ・マリア・フォン・ヘス(1798-1863)がいる。父親から美術の教育を受けた。1806年に14歳でミュンヘン美術院に入学した。ナポレオン戦争ではバイエルン王国の元帥、カール・フィリップ・フォン・ヴレーデのスタッフとして従軍した。1813年から1815年の間、従軍し、ウィーンの講和会議にも随行し、多くのスケッチを残し、後に油絵に仕上げた。しばしばスイス、イタリア、オーストリアに修行にでた。1814年にアルスィ＝シュル＝オーブの戦いを描いた最初の大作絵画を完成した。
1832年にバイエルン王国のオットー王子がオソン1世としてギリシャの国王に即位することになると、1933年にヘスもオソン1世に随行してギリシャを訪れ、多くの資料を集め1835年からギリシャ独立戦争の多くの場面や活躍した人々を描いた作品を制作した。
1839年にはロシア皇帝、ニコライ1世に招かれ、サンクトペテルブルクとモスクワを訪れ、ナポレオン戦争の重要な戦いを描いた作品を制作した。1861年にバイエルン王国の貴族に叙せられた。ミュンヘンで没した。

## 作品

### ギリシャ独立戦争を題材にした絵画

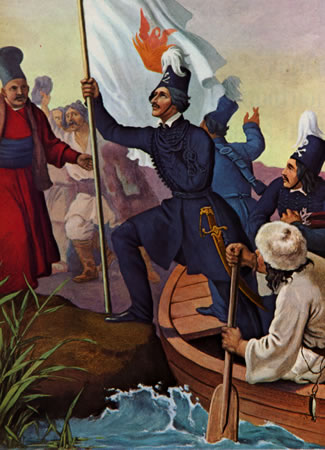
アレクサンドル・イプシランティ (1792–1828)
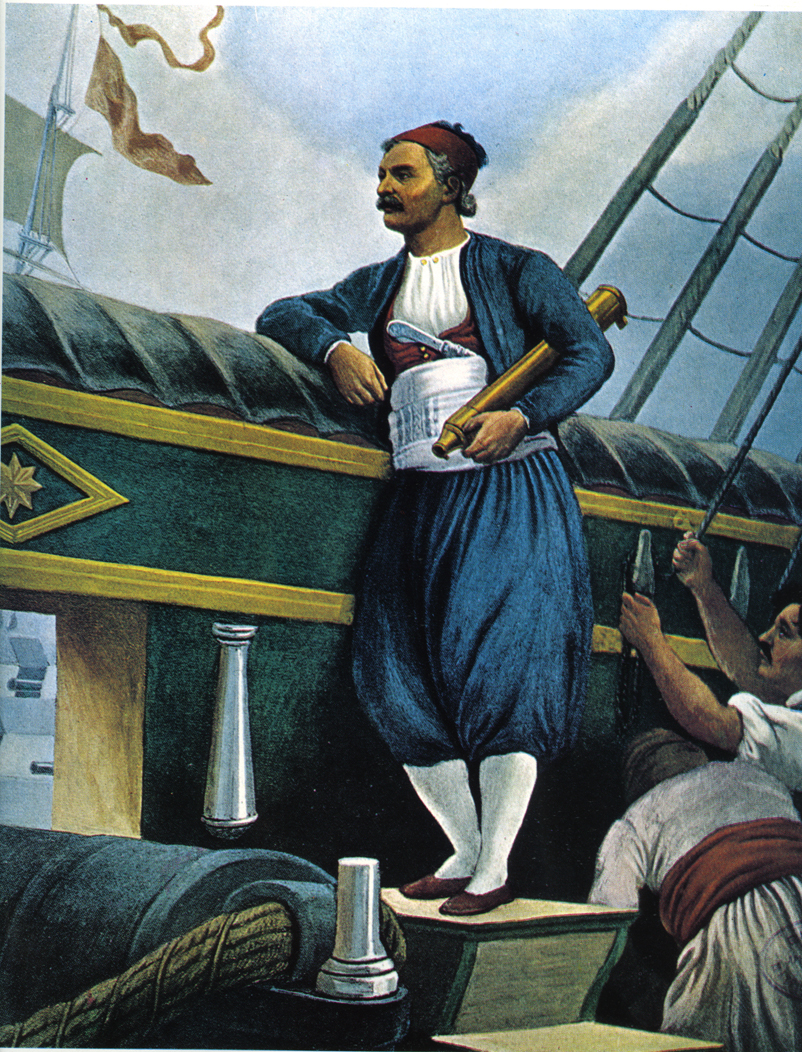
ミアウリス提督
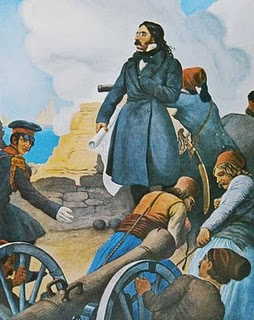
アレクサンドロス・マヴロコルダトス（後の首相）
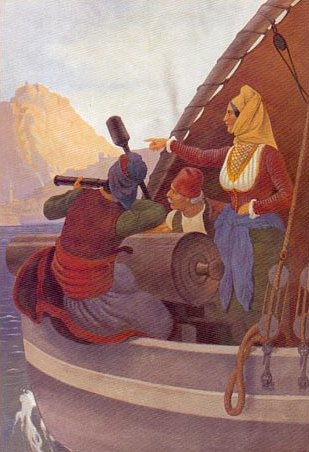
Laskarina Bouboulina
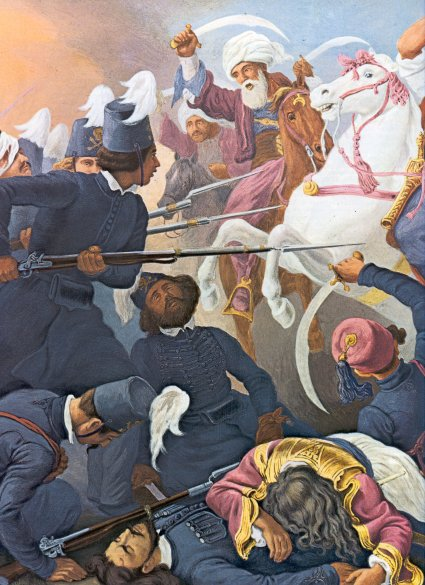
ドラガシャニの戦い
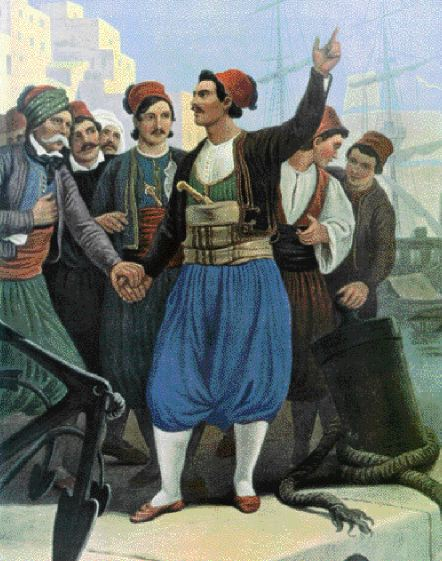
Antonis Oikonomou
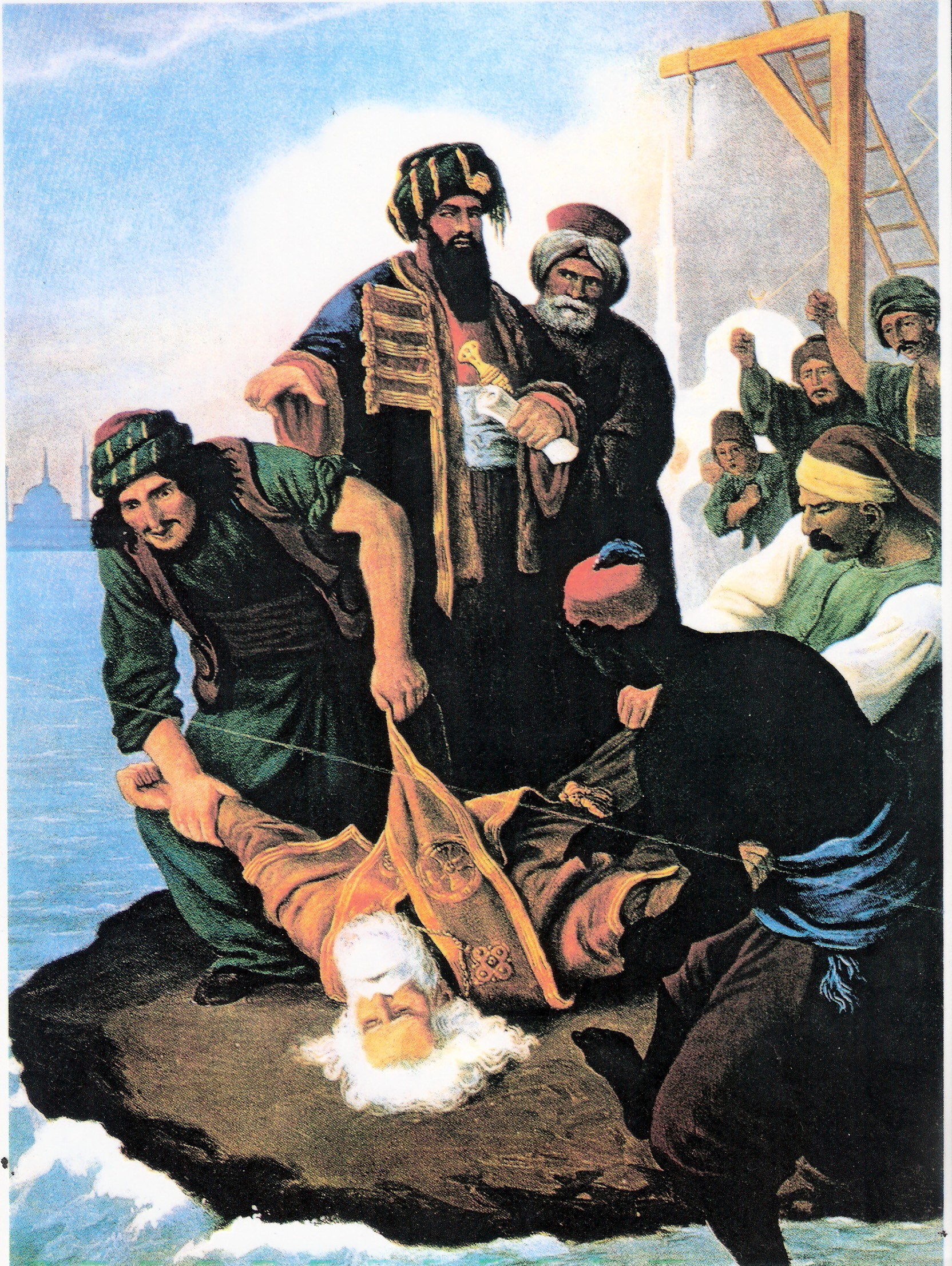
グリゴリオス5世の絞首刑
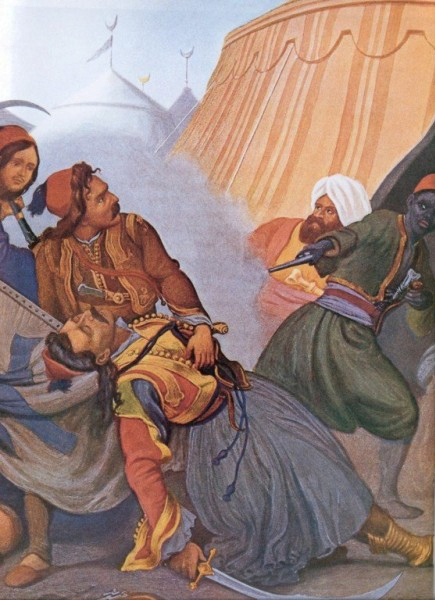
カルペニシでのBotsarisの死

### その他の絵画

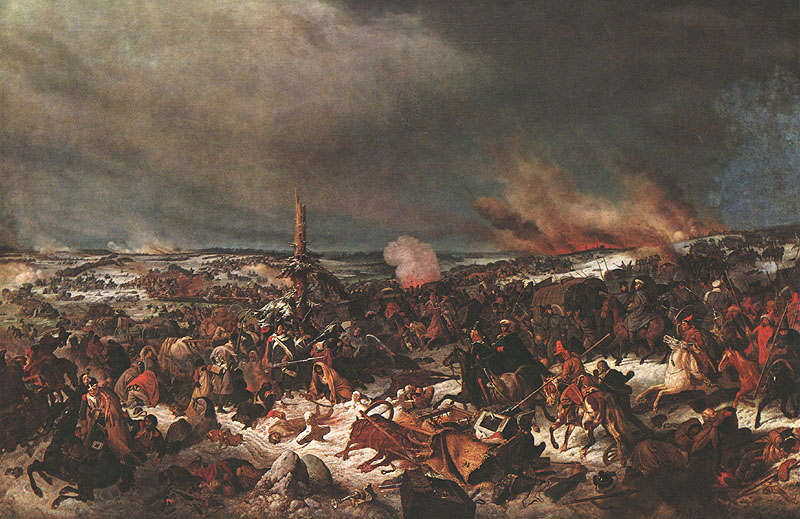
「ベレジナ川の戦い」（ナポレオン戦争）
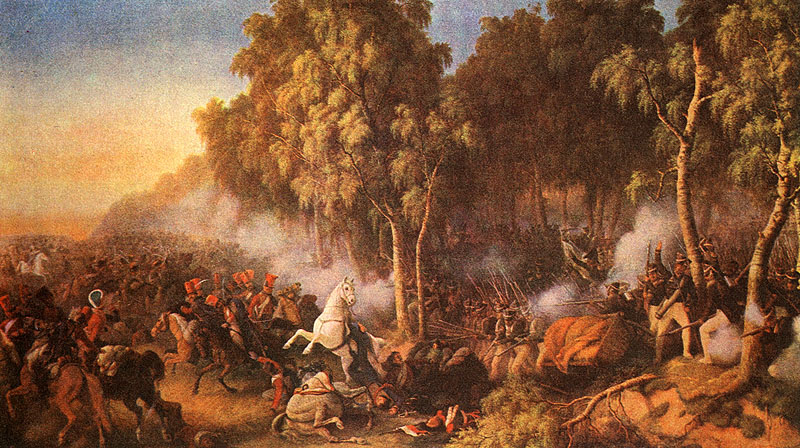
「クラスノイの戦い」（ナポレオン戦争）
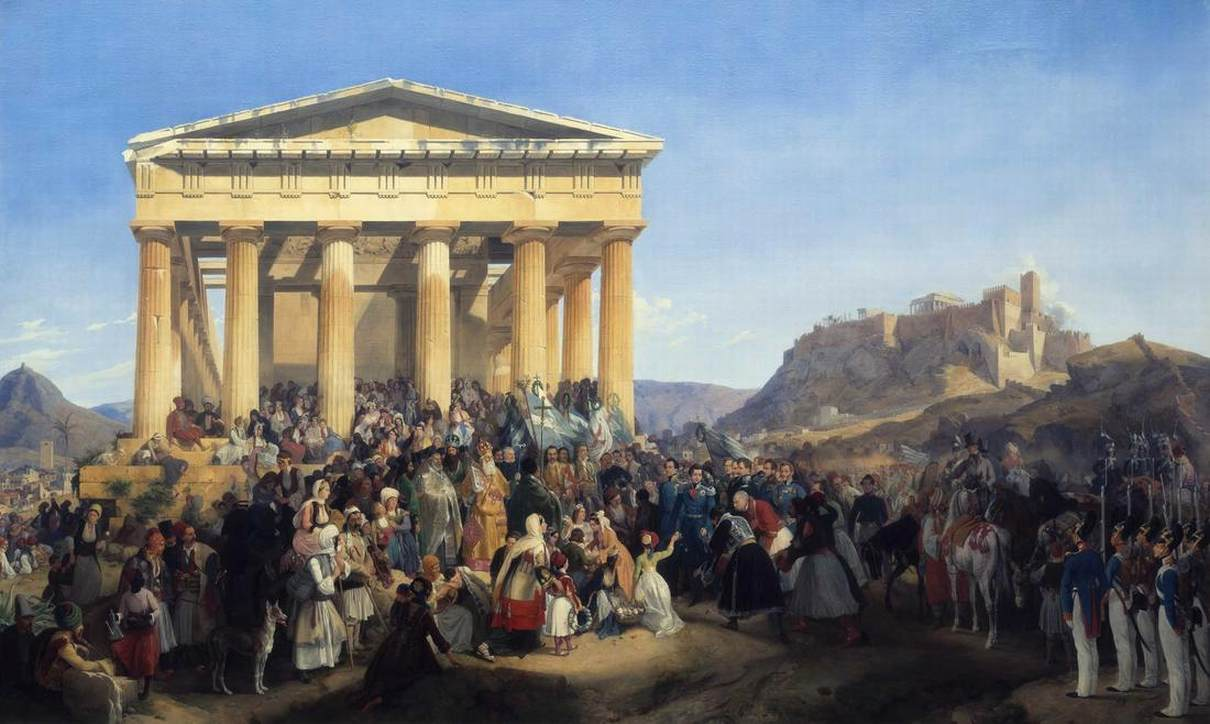
「オソン1世」のアテネ入城」